# Manuel Cornu
Manuel Cornu (Clamart, 26 de noviembre de 1993) es un deportista francés que compite en escalada. Ganó tres medallas en el Campeonato Mundial de Escalada, en los años 2016 y 2021.

## Palmarés internacional
| Campeonato Mundial | Campeonato Mundial | Campeonato Mundial | Campeonato Mundial |
| Año                | Lugar              | Medalla            | Prueba             |
| ------------------ | ------------------ | ------------------ | ------------------ |
| 2016               | París (Francia)    | Medalla de plata   | Combinada          |
| 2016               | París (Francia)    | Medalla de bronce  | Bloques            |
| 2021               | Moscú (Rusia)      | Medalla de bronce  | Bloques            |